# São Paulo Indy 300 de 2010
A São Paulo Indy 300 2010 foi a primeira corrida da temporada da IZOD IndyCar Series de 2010. A corrida ocorreu em 14 de Março no circuito de rua temporário de 4,081 km (2.536 milhas), em São Paulo, Brasil, e foi transmitido pela Versus nos Estados Unidos e Rede Bandeirantes no Brasil. Originalmente programado para 306,1 km (190,2 milhas), a corrida foi encurtada para 248,959 km (154.696 milhas), devido a um limite de tempo de duas horas provocada por um longo período de bandeira vermelha causado por uma forte chuva.
A corrida foi vencida pelo piloto australiano Will Power para a equipe Team Penske. Power estava retornando a categoria depois de um incidente sofrido durante uma sessão de treinos livres no Grande Prêmio de Sonoma de 2009, que o deixou com duas vértebras quebradas em suas costas. Em segundo lugar ficou Ryan Hunter-Reay, que fazia sua primeira corrida com a Andretti Autosport, e o terceiro lugar foi para outro piloto que retornava, Vitor Meira pela AJ Foyt Enterprises. Meira estava fazendo sua primeira corrida desde que sofreu lesões semelhantes as de Power durante as 500 Milhas de Indianápolis de 2009.
Quatro pilotos estrearam na categoria nesta corrida. O ex-piloto de Fórmula Um Takuma Sato, os pilotos promovidos oriundos da Indy Lights Ana Beatriz e Mario Romancini e a campeã da Formula Atlantic Simona de Silvestro. Todos ficaram classificados fora dos dez primeiros ao final da corrida, com de Silvestro levando três voltas durante a corrida.

## Pilotos e Equipes
No total 24 carros foram inscritos para corrida.
| Nº | Piloto                  | Equipe                        | Chassis | Motor | Pneu |
| -- | ----------------------- | ----------------------------- | ------- | ----- | ---- |
| 2  | Raphael Matos           | de Ferran Luczo Dragon Racing | Dallara | Honda | F    |
| 3  | Hélio Castroneves       | Team Penske                   | Dallara | Honda | F    |
| 4  | Dan Wheldon             | Panther Racing                | Dallara | Honda | F    |
| 5  | Takuma Sato (R)         | KV Racing Technology          | Dallara | Honda | F    |
| 6  | Ryan Briscoe            | Team Penske                   | Dallara | Honda | F    |
| 7  | Danica Patrick          | Andretti Autosport            | Dallara | Honda | F    |
| 8  | E. J. Viso              | KV Racing Technology          | Dallara | Honda | F    |
| 9  | Scott Dixon             | Chip Ganassi Racing           | Dallara | Honda | F    |
| 10 | Dario Franchitti        | Chip Ganassi Racing           | Dallara | Honda | F    |
| 11 | Tony Kanaan             | Andretti Autosport            | Dallara | Honda | F    |
| 12 | Will Power              | Team Penske                   | Dallara | Honda | F    |
| 14 | Vitor Meira             | A. J. Foyt Enterprises        | Dallara | Honda | F    |
| 18 | Milka Duno              | Dale Coyne Racing             | Dallara | Honda | F    |
| 19 | Alex Lloyd (R)          | Dale Coyne Racing             | Dallara | Honda | F    |
| 22 | Justin Wilson           | Dreyer & Reinbold Racing      | Dallara | Honda | F    |
| 23 | Ana Beatriz (R)         | Dreyer & Reinbold Racing      | Dallara | Honda | F    |
| 24 | Mike Conway             | Dreyer & Reinbold Racing      | Dallara | Honda | F    |
| 26 | Marco Andretti          | Andretti Autosport            | Dallara | Honda | F    |
| 32 | Mario Moraes            | KV Racing Technology          | Dallara | Honda | F    |
| 34 | Mario Romancini (R)     | Conquest Racing               | Dallara | Honda | F    |
| 37 | Ryan Hunter-Reay        | Andretti Autosport            | Dallara | Honda | F    |
| 77 | Alex Tagliani           | FAZZT Race Team               | Dallara | Honda | F    |
| 78 | Simona de Silvestro (R) | HVM Racing                    | Dallara | Honda | F    |
| 06 | Hideki Mutoh            | Newman/Haas/Lanigan Racing    | Dallara | Honda | F    |

- (R) - Rookie

## Resultados

### Treino classificatório
| Pos. | Nº | Piloto                  | Equipe                        | Q1        | Q1        | Q2        | Q3        |
| Pos. | Nº | Piloto                  | Equipe                        | Grupo 1   | Grupo 2   | Q2        | Q3        |
| ---- | -- | ----------------------- | ----------------------------- | --------- | --------- | --------- | --------- |
| 1    | 10 | Dario Franchitti        | Chip Ganassi Racing           |           | 1:28.1779 | 1:27.6841 | 1:27.7354 |
| 2    | 77 | Alex Tagliani           | FAZZT Race Team               | 1:28.8134 |           | 1:27.8474 | 1:27.7676 |
| 3    | 22 | Justin Wilson           | Dreyer & Reinbold Racing      | 1:28.2275 |           | 1:27.6180 | 1:27.8183 |
| 4    | 37 | Ryan Hunter-Reay        | Andretti Autosport            |           | 1:27.9184 | 1:27.7474 | 1:27.8756 |
| 5    | 12 | Will Power              | Team Penske                   | 1:28.9942 |           | 1:27.5030 | 1:28.0156 |
| 6    | 11 | Tony Kanaan             | Andretti Autosport            |           | 1:28.2794 | 1:27.8382 | 1:28.6946 |
| 7    | 9  | Scott Dixon             | Chip Ganassi Racing           |           | 1:28.2184 | 1:28.0104 |           |
| 8    | 6  | Ryan Briscoe            | Team Penske                   |           | 1:28.0110 | 1:28.1176 |           |
| 9    | 3  | Hélio Castroneves       | Team Penske                   |           | 1:27.9451 | 1:28.1200 |           |
| 10   | 5  | Takuma Sato (R)         | KV Racing Technology          | 1:29.6382 |           | 1:28.2679 |           |
| 11   | 78 | Simona de Silvestro (R) | HVM Racing                    | 1:28.6879 |           | 1:28.8691 |           |
| 12   | 2  | Raphael Matos           | De Ferran Luczo Dragon Racing | 1:29.9423 |           | 1:29.0994 |           |
| 13   | 7  | Danica Patrick          | Andretti Autosport            | 1:30.1253 |           |           |           |
| 14   | 06 | Hideki Mutoh            | Newman/Haas/Lanigan Racing    |           | 1:28.4659 |           |           |
| 15   | 19 | Alex Lloyd (R)          | Dale Coyne Racing             | 1:30.4641 |           |           |           |
| 16   | 14 | Vitor Meira             | A. J. Foyt Enterprises        |           | 1:29.1131 |           |           |
| 17   | 8  | E. J. Viso              | KV Racing Technology          | 1:30.4947 |           |           |           |
| 18   | 4  | Dan Wheldon             | Panther Racing                |           | 1:29.1960 |           |           |
| 19   | 24 | Mike Conway             | Dreyer & Reinbold Racing      | 1:33.7584 |           |           |           |
| 20   | 34 | Mario Romancini (R)     | Conquest Racing               |           | 1:30.8838 |           |           |
| 21   | 26 | Marco Andretti          | Andretti Autosport            | 1:39.6813 |           |           |           |
| 22   | 23 | Ana Beatriz (R)         | Dreyer & Reinbold Racing      |           | 1:32.4161 |           |           |
| 23   | 32 | Mario Moraes            | KV Racing Technology          | sem tempo |           |           |           |
| 24   | 18 | Milka Duno              | Dale Coyne Racing             |           | 1:36.0065 |           |           |

- (R) - Rookie

### Corrida
| Pos       | Nº | Piloto                  | Equipe                        | Voltas | Tempo        | Largada | Voltas na Liderança | Pontos |
| --------- | -- | ----------------------- | ----------------------------- | ------ | ------------ | ------- | ------------------- | ------ |
| 1         | 12 | Will Power              | Penske Racing                 | 61     | 2:00:57.7112 | 5       | 4                   | 50     |
| 2         | 37 | Ryan Hunter-Reay        | Andretti Autosport            | 61     | +1.8581      | 4       | 20                  | 40     |
| 3         | 14 | Vitor Meira             | A. J. Foyt Enterprises        | 61     | +9.7094      | 16      | 0                   | 35     |
| 4         | 2  | Raphael Matos           | de Ferran Luczo Dragon Racing | 61     | +10.4235     | 12      | 0                   | 32     |
| 5         | 4  | Dan Wheldon             | Panther Racing                | 61     | +10.8883     | 18      | 0                   | 30     |
| 6         | 9  | Scott Dixon             | Chip Ganassi Racing           | 61     | +11.3473     | 7       | 0                   | 28     |
| 7         | 10 | Dario Franchitti        | Chip Ganassi Racing           | 61     | +12.0579     | 1       | 29                  | 29     |
| 8         | 24 | Mike Conway             | Dreyer & Reinbold Racing      | 61     | +12.1654     | 19      | 0                   | 24     |
| 9         | 3  | Hélio Castroneves       | Penske Racing                 | 61     | +12.7411     | 9       | 0                   | 22     |
| 10        | 11 | Tony Kanaan             | Andretti Autosport            | 61     | +13.4850     | 6       | 0                   | 20     |
| 11        | 22 | Justin Wilson           | Dreyer & Reinbold Racing      | 61     | +13.9193     | 3       | 0                   | 19     |
| 12        | 8  | E. J. Viso              | KV Racing Technology          | 61     | +16.9039     | 17      | 0                   | 18     |
| 13        | 23 | Ana Beatriz (R)         | Dreyer & Reinbold Racing      | 61     | +19.6451     | 22      | 0                   | 17     |
| 14        | 6  | Ryan Briscoe            | Penske Racing                 | 61     | +1:24.9191   | 8       | 4                   | 16     |
| 15        | 7  | Danica Patrick          | Andretti Autosport            | 60     | +1 Volta     | 13      | 0                   | 15     |
| 16        | 78 | Simona de Silvestro (R) | HVM Racing                    | 58     | +3 Voltas    | 11      | 4                   | 14     |
| 17        | 34 | Mario Romancini (R)     | Conquest Racing               | 46     | Abandonou    | 20      | 0                   | 13     |
| 18        | 19 | Alex Lloyd (R)          | Dale Coyne Racing             | 30     | Abandonou    | 15      | 0                   | 12     |
| 19        | 77 | Alex Tagliani           | FAZZT Race Team               | 28     | Abandonou    | 2       | 0                   | 12     |
| 20        | 06 | Hideki Mutoh            | Newman/Haas/Lanigan Racing    | 27     | Abandonou    | 14      | 0                   | 12     |
| 21        | 18 | Milka Duno              | Dale Coyne Racing             | 20     | Abandonou    | 24      | 0                   | 12     |
| 22        | 5  | Takuma Sato (R)         | KV Racing Technology          | 0      | Abandonou    | 10      | 0                   | 12     |
| 23        | 26 | Marco Andretti          | Andretti Autosport            | 0      | Abandonou    | 21      | 0                   | 12     |
| 24        | 32 | Mario Moraes            | KV Racing Technology          | 0      | Abandonou    | 23      | 0                   | 12     |
| Relatório |    |                         |                               |        |              |         |                     |        |

## Tabela do campeonato após a corrida
Observe que somente as dez primeiras posições estão incluídas na tabela.
| Pos | Var     | Piloto           | Pontos |
| --- | ------- | ---------------- | ------ |
| 1   | Estável | Will Power       | 50     |
| 2   | Estável | Ryan Hunter-Reay | 40     |
| 3   | Estável | Vitor Meira      | 35     |
| 4   | Estável | Raphael Matos    | 32     |
| 5   | Estável | Dan Wheldon      | 30     |

| Pos | Var     | Piloto            | Pontos |
| --- | ------- | ----------------- | ------ |
| 6   | Estável | Dario Franchitti  | 29     |
| 7   | Estável | Scott Dixon       | 28     |
| 8   | Estável | Mike Conway       | 24     |
| 9   | Estável | Hélio Castroneves | 22     |
| 10  | Estável | Tony Kanaan       | 20     |